# Янки
 Тази статия е за етнонима.  За селото в Полша вижте Янки (Полша).  
Янки има няколко значения.
- бейзболният отбор Ню Йорк Янкис;
- жителите на Нова Англия;
- най-често, в контекста на Американската гражданска война, янки се отнася за войниците и жителите на северните щати, включително Средния запад, Средния атлантик, и щатите в Нова Англия, както и за други погранични щати и афроамерикански войници. Идеята е отделянето на янките от жителите на Юга (т.е. югоизточните щати).

- Хората извън САЩ често използват янки за жителите на САЩ. Понякога думата може да се използва в отрицателен смисъл.

## Произход
Произходът на думата не е напълно изяснен. Според една от теориите, янки произлиза от холандското Janke ('янке'), което е умалително от Jan ('Ян'), или Jan Kees ('Ян Кайс'), „Ян Сиренето“, прякор на английските заселници, подслонени от холандците в ранните години на Ню Йорк. Може би фразата е била популяризирана от англичаните с песента „Yankee Doodle Dandee“, с която нюйоркчаните били описани, както и може би всички (северо)американци в колониите.